# Cordicollis scapularis
Cordicollis scapularis är en skalbaggsart som först beskrevs av Laferté 1848.  Cordicollis scapularis ingår i släktet Cordicollis, och familjen kvickbaggar. Arten är reproducerande i Sverige.